# Elwood (Utah)
Elwood és una població dels Estats Units a l'estat de Utah. Segons el cens del 2000 tenia 678 habitants.

## Demografia
Segons el cens del 2000, Elwood tenia 678 habitants, 194 habitatges, i 170 famílies. La densitat de població era de 34,2 habitants per km².
Dels 194 habitatges en un 47,4% hi vivien nens de menys de 18 anys, en un 76,3% hi vivien parelles casades, en un 5,2% dones solteres, i en un 11,9% no eren unitats familiars. En l'11,9% dels habitatges hi vivien persones soles el 6,7% de les quals corresponia a persones de 65 anys o més que vivien soles. El nombre mitjà de persones vivint en cada habitatge era de 3,49 i el nombre mitjà de persones que vivien en cada família era de 3,79.
Per edats la població es repartia de la següent manera: un 37,9% tenia menys de 18 anys, un 8,6% entre 18 i 24, un 24% entre 25 i 44, un 20,6% de 45 a 60 i un 8,8% 65 anys o més.
L'edat mediana era de 29 anys. Per cada 100 dones de 18 o més anys hi havia 110,5 homes.
La renda mediana per habitatge era de 46.406 $ i la renda mediana per família de 52.292 $. Els homes tenien una renda mediana de 37.500 $ mentre que les dones 21.875 $. La renda per capita de la població era de 15.233 $. Entorn del 3,4% de les famílies i el 4,3% de la població estaven per davall del llindar de pobresa.

## Poblacions més properes
El següent diagrama mostra les poblacions més properes.